# Gerald Shamash
Gerald David Shamash, baron Shamash (né en 1947) est un avocat britannique et pair à vie. Il est avocat du Parti travailliste depuis 1990 et est nommé membre de la Chambre des lords en 2024.

## Jeunesse et éducation
Shamash est né en 1947, à Manchester de parents venus de Bagdad en Angleterre. La famille s'installe à Londres lorsque le beau-frère de Shamash, Robert Sheldon, est élu au Parlement en 1964. Shamash rejoint le Parti travailliste en 1969 après s'être impliqué dans la politique étudiante et le mouvement anti-apartheid.
Shamash fréquente la North Cestrian Grammar School et la Burnage Grammar School dans le Grand Manchester, et étudie les sciences humaines et physiques à l'Université de Surrey pour devenir dentiste avant de suivre une formation pour devenir avocat,.

## Carrière
À la suggestion de sa femme et de son père, Shamash entreprend des études de droit et obtient son diplôme d'avocat en 1976. Il débute chez PR Kimber, travaillant sur le droit pénal et le droit des dommages corporels. Avec Elaine Steel, il fonde Steel & Shamash en 1981, basée à Waterloo. L'un des premiers cabinets à obtenir un statut d'agence d'aide juridique, il fusionne avec Edwards Duthie en 2019 pour former Edwards Duthie Shamash et Shamash dirige son cabinet de droit parlementaire, électoral et médiatique.
Shamash est l'avocat du Parti travailliste depuis 1990 ayant travaillé pour le parti depuis au moins 1983. Il conseille le parti travailliste lors des scandales des récompenses d'honneur et des dépenses parlementaires et représente des personnalités publiques touchées par le scandale du piratage téléphonique.
Aux élections générales de 1979, Shamash se présente sans succès comme candidat du Parti travailliste au siège conservateur de Shoreham,. Il est ensuite élu membre du Barnet London Borough Council lors des élections municipales de 1986 et 1990, représentant le quartier de Burnt Oak pour deux mandats. Shamash est magistrat à Londres depuis 1985.
Shamash est nommé par le leader travailliste Keir Starmer pour une pairie à vie, et est créé baron Shamash, de West Didsbury dans la ville de Manchester, le 6 mars 2024.

## Vie privée
Shamash est marié à Naomi Angell, spécialiste du droit de l'adoption internationale. Ils ont trois enfants qui ont été adoptés en Amérique du Sud. Il est supporter du Manchester United Football Club et préside le Manchester United Supporters' Trust depuis 2012.
Shamash est juif mais pas pratiquant.